# Pedro Martínez (baseball)
Pour les articles homonymes, voir Pedro Martínez (homonymie) et Martinez.
Pedro Jaime Martínez (né le 25 octobre 1971 à Manoguayabo, République dominicaine) est un lanceur droitier de baseball qui a joué dans les Ligues majeures pour les Dodgers de Los Angeles, les Expos de Montréal, les Red Sox de Boston, les Mets de New York et les Phillies de Philadelphie de 1992 à 2009. Il est élu au Temple de la renommée du baseball en 2015.
Il a remporté trois trophées Cy Young du meilleur lanceur, avec les Expos en 1997 et les Red Sox en 1999 et 2000, a participé à 8 matchs d'étoiles, a gagné la Série mondiale 2004 avec Boston et est considéré comme l'un des plus grands lanceurs des années 1990 et 2000. Après la saison 2012, il occupe le 13e rang de l'histoire des majeures pour les retraits sur des prises avec 3154 et le 3e rang de l'histoire pour les retraits sur des prises (10,04) par 9 manches lancées. Gagnant de 219 matchs, il est 6e de l'histoire avec un ratio victoires-défaites de ,687. Il a mené les majeures à six reprises pour la moyenne de points mérités qu'il garde deux fois inférieure à 2,00 durant les saisons 1997 (1,90) et 2000 (1,74). Sa moyenne en carrière de 2,93 est l'une des meilleures de l'ère moderne du baseball.

## Carrière en Ligue majeure

### Débuts
Pedro Martínez a commencé sa carrière avec les Dodgers de Los Angeles où il a passé deux saisons comme lanceur de relève.  Après deux saisons, Pedro fut échangé aux Expos de Montréal en échange avec Delino DeShields.

### Expos de Montréal
Martínez a bien commencé avec 3 saisons gagnantes entre 1994 et 1996. 1997 fut la meilleure saison de sa carrière avec 17 victoires pour 8 défaites, une moyenne de points mérités de 1,90 et 302 retraits sur les prises. Il fut élu presque unanimement le vainqueur du Trophée Cy Young (25 des 28 votes).

### Red Sox de Boston
Le 18 novembre 1997, Pedro Martinez est échangé aux Red Sox de Boston contre Carl Pavano et Tony Armas, Jr..
En 1998, Martínez a fini deuxième lors du vote pour le trophée Cy Young, Roger Clemens étant le vainqueur. Martínez a enregistré 19 victoires pour 6 défaites et 251 retraits sur les prises. 1999 fut l'une des meilleures saisons pour un lanceur partant du XXe siècle. Il a gagné 23 parties pour 4 perdues, 313 retraits sur les prises et une moyenne de 2,07. Il a même fini second lors du vote pour le meilleur joueur des ligues majeures derrière Ivan Rodriguez qui l'a remporté avec 252 points contre 239 pour Martínez.
Du 19 août au 27 septembre 1999, Martinez retire au moins 10 frappeurs sur des prises durant 8 départs consécutifs. Celui qui avait connu une séquence de 7 départs consécutifs du genre du 15 avril au 18 mai de la même année réalise un exploit inédit dans les annales du baseball majeur, et il faudra attendre Chris Sale en 2015 pour le voir réédité.
Son excellence a continué en 2000 avec une moyenne de points mérités de 1,74, la meilleure moyenne depuis 1978. Depuis 1973 et l'introduction du frappeur désigné dans la Ligue américaine, la meilleure moyenne enregistrée par un lanceur est 1,7419 par Pedro Martínez, presque en égalité avec Ron Guidry qui a enregistré une moyenne de 1,7427 en 1978. Roger Clemens était classé deuxième en 2000 avec une moyenne de 3,70, le double de celle de Martínez. Son excellence a continué en 2001 et 2002 avec 14 et 16 victoires. Son pourcentage de victoires avec les Red Sox est le meilleur de l'histoire de la franchise (117 gagnées pour 37 perdues, soit 75,97 %).

#### Séries éliminatoires
Martínez a accédé 4 fois aux séries éliminatoires avec les Red Sox. En 1998 Martínez a gagné la première partie de la première série avec les Indians de Cleveland. Malheureusement les Red Sox ont perdu les trois autres parties et Martínez n'a pas eu la chance de revenir. En 1999, Martínez a encore battu les Indians avant de rencontrer les Yankees de New York au deuxième tour. Dans la cinquième et dernière partie de la Série de division entre Boston et Cleveland, Martinez est amené au monticule en relève à Derek Lowe, ennuyé par des maux de dos, dès la quatrième manche. Martinez lance de façon spectaculaire, n'accordant aucun coup sûr aux Indians pendant six manches, et Boston remporte la série. Les Red Sox ont perdu la série malgré la performance de Martínez qui a gagné la deuxième partie contre David Cone. En 2003, les Red Sox ont battu les Athletics d'Oakland au premier tour avant de rencontrer les Yankees. Pour la première fois Martínez a perdu contre les Yankees en série éliminatoire, et les Red Sox eux-mêmes ont perdu la série. En 2004, les Red Sox ont battu les Angels d'Anaheim avant de rencontrer les Yankees pour la deuxième saison d'affilée. Martínez a perdu contre John Lieber qui lui-même n'a permis aucun point. Martínez a perdu 3 points à 1. Après 3 parties, les Red Sox perdaient 3 matchs à zéro. Après trois victoires d'affilée la série était en égalité. Les Red Sox ont utilisé 4 lanceurs, dont Martínez à la septième manche pour gagner la partie et remporter la série 4 matchs à 3.
Lors de la Série mondiale, Martínez a lancé 7 manches sans encaisser de point lors d'une victoire 4 points à 1 contre Jeff Supan des Cardinals de Saint-Louis. C'est la seule partie qu'il a jouée, les Red Sox ayant gagné la série 4 victoires à 0.

### Mets de New York
Lors de sa première saison Martínez a gagné 15 parties pour 8 perdues avec une moyenne de 2,82. Pourtant en 2006, il a commencé sa saison avec 5 gagnées pour une perdue, mais s'est blessé. Après quelques mois il est revenu mais n'a enregistré que 4 victoires pour 7 défaites. Sa moyenne de 4,48 était la pire moyenne de sa carrière et la seule fois où elle était au-dessus de 4,00. En 2007, après près d'une année de convalescence due à une opération à l'épaule, Martínez revient le 3 septembre. Contre les Reds de Cincinnati, il enregistre sa 207e victoire en carrière et son 3000e retrait sur des prises.

### Phillies de Philadelphie
Le 15 juillet 2009, Pedro Martinez, qui était sans contrat depuis le début de la saison, a signé une entente d'un an avec les Phillies de Philadelphie.
Il remporte cinq victoires en six décisions au cours de la saison 2009 avec les Phillies.

## Élection au Temple de la renommée du baseball

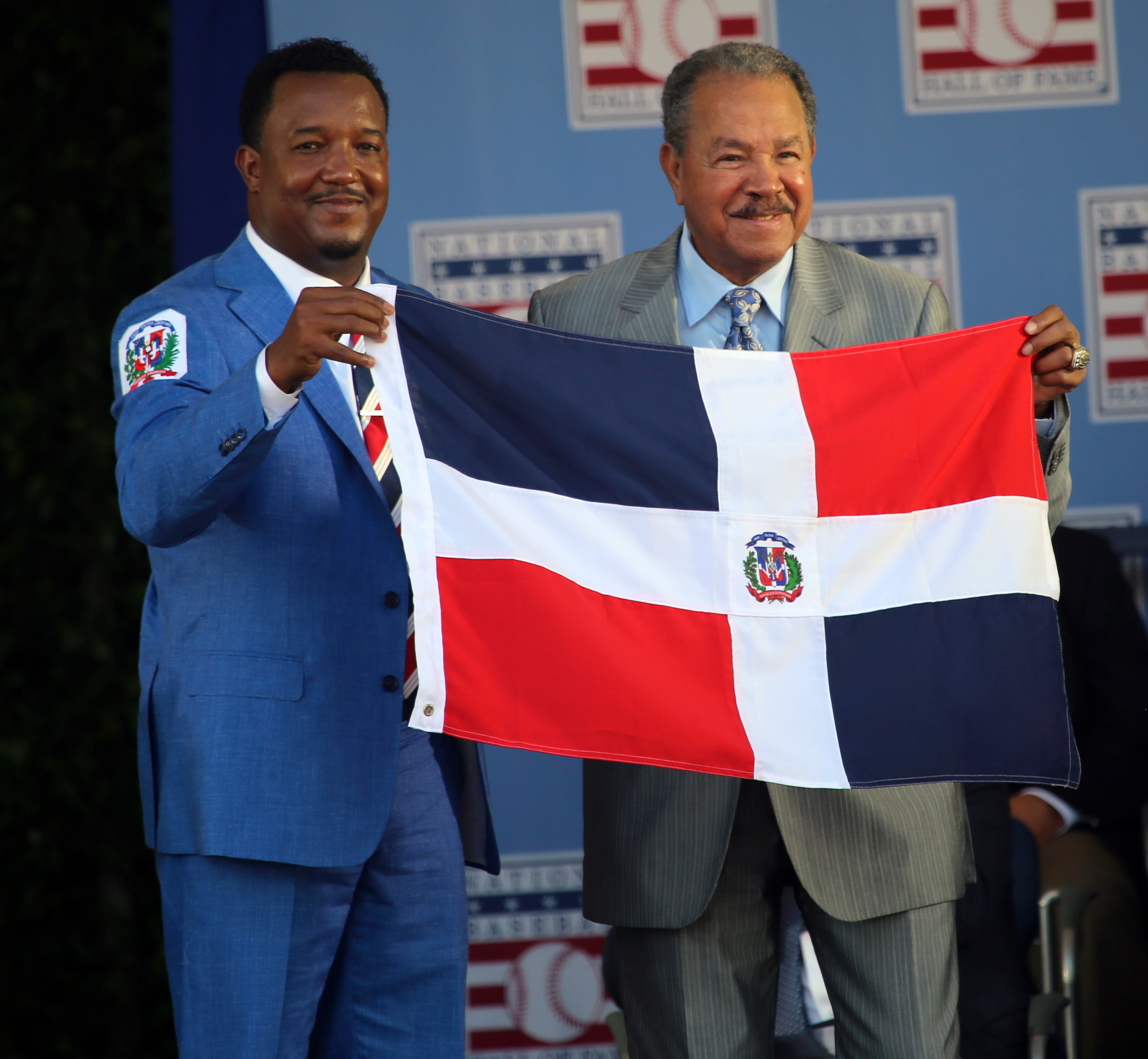
Le 26 juillet 2015, Pedro Martínez (à gauche) brandit avec Juan Marichal (à droite) un drapeau de la République dominicaine lors de sa cérémonie d'intronisation au Temple de la renommée du baseball.

Pedro Martinez est élu au Temple de la renommée du baseball le 6 janvier 2015. À sa première année d'éligibilité, il récolte 91,1 % des votes exprimés par les membres de l'Association des chroniqueurs de baseball d'Amérique, bien plus que le minimum de 75 pour cent nécessaire à l'élection au Temple. Il est second du vote cette année-là après Randy Johnson, qu'il accompagne au Panthéon avec John Smoltz et Craig Biggio dans une cérémonie qui a eu lieu à Cooperstown le 26 juillet 2015.

## Palmarès
- 3 trophées Cy Young
- Seconde place lors du vote pour le meilleur joueur de la Ligue américaine en 1999
- Meilleur pourcentage de victoires par un lanceur en activité
- Meilleur pourcentage de victoires par un lanceur depuis 1900
- Plus grand nombre de retraits sur des prises par un lanceur en activité
- Meilleur joueur du match des étoiles en 1999
- Baseball-reference.com calcule la moyenne de points mérités du lanceur en comparaison avec les autres joueurs de la ligue (la moyenne de points mérités ajustée). Martínez est classé premier de l'histoire des Ligues majeures, devant Lefty Grove[7]. Cette statistique n'est pas reconnue par la LMB.
- Record de la meilleure WHIP en une saison (0,737 en 2000)